# Thomas Mathew Kuttimackal
Thomas Mathew Kuttimackal (* 25. Februar 1962 in Kalloorkad, Kerala) ist ein indischer römisch-katholischer Geistlicher und Bischof von Indore.

## Leben
Thomas Mathew Kuttimackal studierte Philosophie und Theologie am Khrist Premalaya Philosophate and Theologate Seminary in Bhopal. Am 25. November 1987 empfing er das Sakrament der Priesterweihe für das Bistum Indore.
Nach der Priesterweihe war er in verschiedenen Gemeinden in der Pfarrseelsorge tätig, zuletzt ab 2021 als Dompfarrer an der Kathedrale von Indore.
Papst Franziskus ernannte ihn am 17. Februar 2024 zum Bischof von Indore. Die Bischofsweihe empfing er am 5. April desselben Jahres auf dem Gelände der Saint Paul School in Indore.